# Dolcetto d'Ovada
Il Dolcetto d'Ovada est un vin italien de la région Piémont doté d'une appellation DOC depuis le 26 juin 1974. Seuls ont droit à la DOC les vins rouges récoltés à l'intérieur de l'aire de production définie par le décret. Les vignobles autorisés se situent en province d'Alexandrie dans les communes de Ovada, Belforte Monferrato, Bosio, Capriata d'Orba, Carpeneto, Casaleggio Boiro, Cassinelle, Castelletto d'Orba, Cremolino, Lerma, Molare, Montaldeo, Montaldo Bormida, Mornese, Morsasco, Parodi Ligure, Prasco, Rocca Grimalda, San Cristoforo, Silvano d'Orba, Tagliolo Monferrato et Trisobbio.
Les vignobles se situent sur des pentes des nombreuses collines  autour de Ovada. La superficie plantée en vignes est de 979 hectares.
Le vin rouge du Dolcetto d'Ovada répond à un cahier des charges moins exigeant que le Dolcetto d'Ovada superiore, essentiellement en relation avec le titre alcoolique et le vieillissement.

## Caractéristiques organoleptiques
- couleur : rouge rubis tendant au grenat avec le vieillissement
- odeur : délicat, caractéristique
- saveur : sèche, puissant, légèrement amer (amarognolo), acidité modérée

Le  Dolcetto d'Ovada  se déguste à une température de 15 – 17 °C et il se gardera 3 – 4 ans.

## Production
Province, saison, volume en hectolitres :
- pas de données disponibles